# Bromure de méthylmagnésium
Le bromure de méthylmagnésium est un composé chimique de formule CH3MgBr. Cet halogénure organomagnésien est un réactif de Grignard disponible commercialement en solution dans l'éther diéthylique ou le 2-méthyltétrahydrofurane.
Il peut être obtenu en faisant réagir le bromométhane CH3Br avec le magnésium métallique Mg :
CH3Br + Mg ⟶ CH3MgBr.
Il s'agit d'un composé dangereux, dont la réaction avec l'eau est très exothermique, et qui plus est dissous dans un solvant volatile et inflammable. En particulier, la solution dans l'éther est susceptible de s'enflammer spontanément au contact de l'eau ou simplement d'humidité.